# Chiara Oliver
Chiara Oliver Williams (Ciudadela de Menorca, 11 de marzo de 2004), más conocida como Chiara Oliver, es una cantante y compositora española de ascendencia británica que obtuvo reconocimiento por participar en Operación Triunfo 2023.

## Biografía
De ascendencia menorquina por parte de padre y británica por parte de madre, mostró interés por la música desde sus primeros años. Su primer contacto con un escenario fue a los seis años, cuando participó como candidata en un concurso de talento organizado por un hotel.
Inició su formación musical en la Escuela Municipal de Música y de Artes Escénicas de Ciutadella y posteriormente en el Conservatorio Profesional de Música de Menorca. Tras trasladar su residencia a Barcelona, empezó a estudiar canto moderno en la Escuela Superior de Música de Cataluña.
En lo que respecta a sus habilidades musicales, muestra versatilidad al dominar la composición y tocar varios instrumentos, incluyendo la guitarra, el piano y el bajo. Además, encuentra inspiración en artistas como la cantante estadounidense Olivia Rodrigo.

## Trayectoria

### 2019-2023: Primeros inicios en la música
Desde temprana edad Chiara participó en diversos concursos de talentos relacionados con la música: Obtuvo el pase de oro y llegó a la final de Got Talent España en 2019, y participó en La Voz en 2022 como parte del equipo de Laura Pausini.
En el Día de la Mujer de 2021, fue una de las veinte mujeres baleares responsables de musicalizar y adaptar al catalán el poema Ocho de marzo de Gioconda Belli, bajo el título «Vuit de març és cada dia». Este proyecto incluyó un videoclip producido por el STEI Intersindical, en el que colaboró con destacadas artistas como Miquela Lladó, Clara Fiol, Pilar Reiona y Marta Elka.
También dio conciertos en varias localidades de Menorca, incluyendo Mahón, San Luis, Ciudadela, El Mercadal y Ferrerías. En el verano de 2023, actuó en la representación del musical menorquín Los Piratas, como parte del festival Piedra Viva.

### 2023-2024: Paso porOperación Triunfoy salto a la fama
El 20 de noviembre de 2023 se convirtió en concursante de Operación Triunfo 2023 después de cantar «For Once in My Life» de Stevie Wonder en la Gala 0.
Durante su paso por el programa fue elegida favorita de la semana en la Gala 5 tras su interpretación de la canción «Stumblin' In» de Chris Norman y Suzi Quatro. Otras de sus actuaciones más destacadas en el concurso fueron la interpretación de «I Kissed a Girl» de Katy Perry, a dúo con Violeta Hódar, y «Escriurem» de Miki Núñez e Izaro, a duó con Martin Urrutia, siendo la primera vez que se cantaba una canción a dúo en catalán y euskera.  Su interpretación al piano de «Mía», de Belén Aguilera, también fue uno de los momentos estelares de su aparición en el programa. 

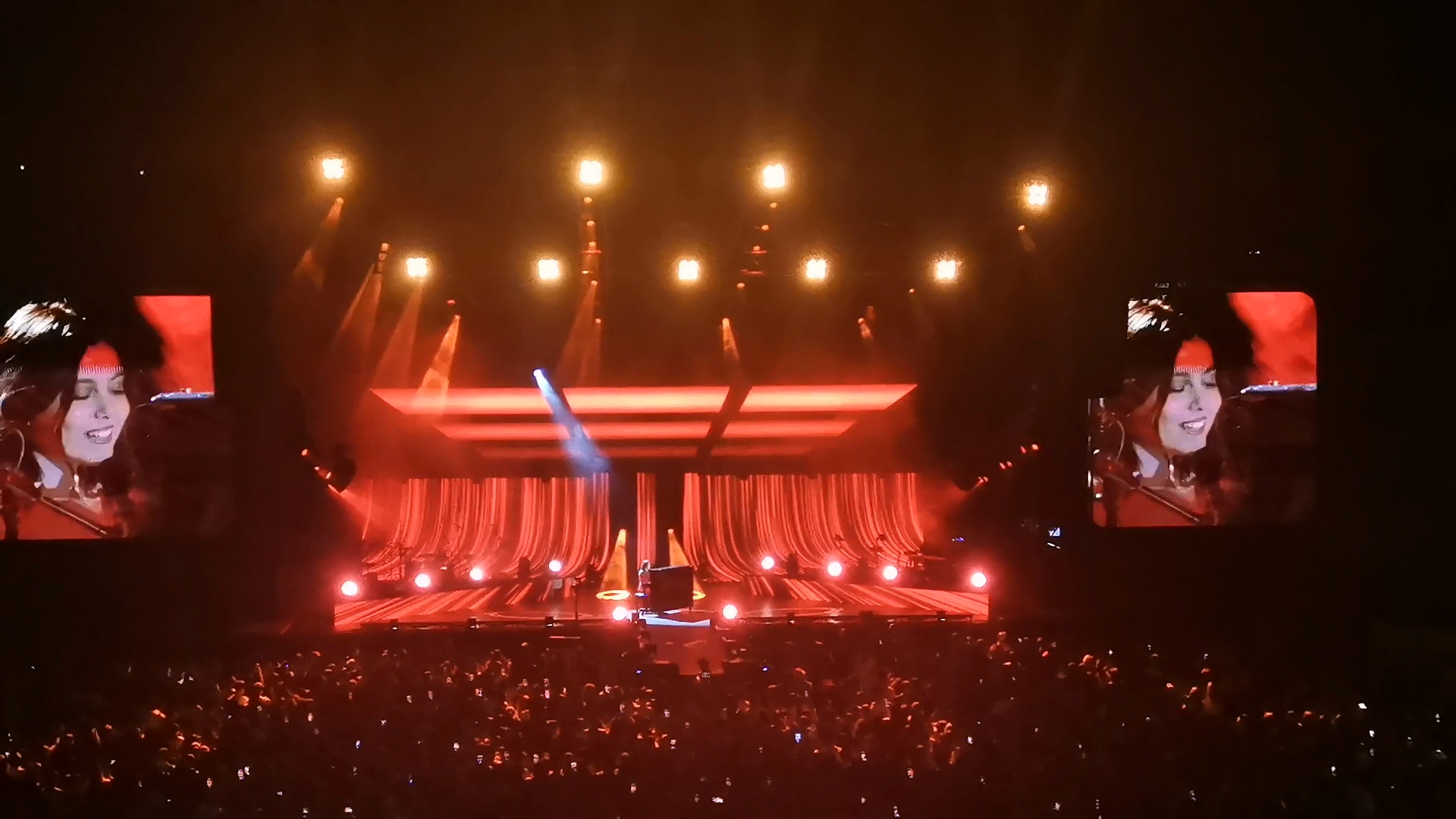
Chiara Oliver en la gira Operación Triunfo 2023 en Murcia.

El 5 de febrero de 2024 se convirtió en la novena expulsada del concurso, quedando en octava posición, tras no recibir los suficientes apoyos para salvarse de la nominación.
Participó junto con sus compañeros en una gira de conciertos de Operación Triunfo 2023, con la que recorrieron varias ciudades españolas. El concierto que dieron en el WiZink Center de Madrid fue recogido en un documental de Prime Video que se estrenó en septiembre de 2024.

### 2024-presente:La libreta rosayLa última página
Tras su paso por la academia de música de Operación Triunfo, en marzo de 2024, Chiara Oliver lanzó «Mala costumbre», un sencillo sobre el desamor bajo el sello discográfico de Universal Music Spain.
En junio del mismo año, salieron al mercado tres sencillos más: «3 de febrero» y «La invitada», como adelantos de su primer EP. Finalmente, en julio de 2024, publicó su primer proyecto musical, La libreta rosa, un EP compuesto por una intro y seis canciones, incluyendo la colaboración «El parque» con Violeta Hódar. El proyecto nace a partir del icónico cuaderno donde escribía sus experiencias, pensamientos y emociones, que luego se convirtieron en canciones.
Entre el 15 y el 21 de julio de 2024, actuó en seis localidades españolas como parte del festival Los40 Summer Live. En agosto de 2024, presentó «Fa Dies», un tema con guiños a su ciudad natal junto con el grupo catalán The Tyets.
El 10 de septiembre de 2024, se anunció que Oliver pondría voz y adaptaría al español una de las canciones de la banda sonora de la película nominada a los Premios Óscar: Robot salvaje. Posteriormente, actuó en el Coca-Cola Music Experience.
El 21 de septiembre de 2024, Oliver dio el pistoletazo de salida a La libreta rosa tour, su primera gira en solitario a lo largo de catorce meses por territorio español; uno de sus conciertos formará parte del Universal Music Festival. La gira se anunció inicialmente para 12 fechas en toda España entre septiembre y noviembre de 2024, y posteriormente se fueron añadiendo paulatinamente nuevas fechas para el año siguiente, de febrero a octubre de 2025. Al final, la gira alcanzó un total de 44 conciertos, incluyendo dos fechas en México, dos en Argentina y una en Chile.
En diciembre de 2024 lanzó «Bucle», un nuevo sencillo como adelanto de La última página. Este segundo EP, que se publicó el 31 de enero de 2025, es la continuación de la La libreta rosa y está inspirado en sus primeras vivencias en la industria musical.
El 22 de mayo de 2025, Oliver anunció a través de sus redes sociales una nueva versión de su canción «Tulipanes», en colaboración con el cantante Pablo López. El sencillo, titulado simplemente «Tulipanes», se estrenó el 30 de mayo de 2025, consolidando una de sus colaboraciones más esperadas hasta la fecha.

## Reconocimientos
Oliver fue pregonera de las fiestas del Orgullo LGTBIQ+ 2024 de Madrid, junto a sus compañeros de Operación Triunfo 2023 Violeta Hódar, Martin Urrutia y Juanjo Bona.
Al año siguiente, el 4 de julio de 2025, regresó a Madrid para ofrecer un concierto en la Plaza de las Reinas (antes Plaza del Rey) dentro del marco de las celebraciones del Orgullo LGTBIQ+ 2025, reafirmando su compromiso con la visibilidad y la diversidad.

## Vida personal
Chiara es abiertamente lesbiana, un aspecto de su identidad del que habló con naturalidad durante su participación en Operación Triunfo 2023. En una entrevista, expresó su aprecio por la diversidad que caracteriza al concurso y su satisfacción de que las generaciones más jóvenes lo vean como algo natural.
También ha dado representación a las personas con TDAH; durante su paso por Operación Triunfo 2023, tanto ella como Lucas Curotto compartieron sus experiencias sobre cómo este trastorno afectaba sus vidas diarias. Tras su salida del concurso, recibió numerosos agradecimientos por brindar visibilidad a esta condición y contribuir a concienciar a la sociedad sobre ella.

## Discografía

### Álbumes y EP

#### Extended Play
| Título           | Detalles                                                                                                   | Listas CD | Listas vinilos |
| Título           | Detalles                                                                                                   | ESP       | ESP            |
| ---------------- | --- | --------- | -------------- |
| La libreta rosa  | - Lanzamiento: 12 de julio de 2024 - Discográfica: Universal Music - Formato: CD, vinilo, descarga digital | 1         | 1              |
| La última página | - Lanzamiento: 31 de enero de 2025 - Discográfica: Universal Music - Formato: CD, vinilo, descarga digital | 2         | 1              |

### Sencillos

#### Como artista principal
| Año  | Canción             | Posicionamiento en listas | Álbum              |
| Año  | Canción             | ESP                       | Álbum              |
| ---- | ------------------- | ------------------------- | ------------------ |
| 2021 | «Secrets uncovered» | —                         | Sencillo sin álbum |
| 2024 | «Mala costumbre»    | —                         | Sencillo sin álbum |
| 2024 | «3 de febrero»      | —                         | La libreta rosa    |
| 2024 | «La invitada»       | —                         | La libreta rosa    |
| 2024 | «Bucle»             | —                         | La última página   |
| 2025 | «Otro día»          | —                         | La última página   |

#### Colaboraciones
| Año  | Canción                       | Posicionamiento en listas | Álbum                   |
| Año  | Canción                       | ESP                       | Álbum                   |
| ---- | ----------------------------- | ------------------------- | ----------------------- |
| 2024 | «El parque» (con VIOLETA)     | —                         | La libreta rosa         |
| 2024 | «Fa Dies» (con The Tyets)     | —                         | Cafè pels més cafeteros |
| 2025 | «Tulipanes» (con Pablo López) | —                         | Sencillo sin álbum      |

### Bandas sonoras
- Robot salvaje (2024): «Tocar el cielo» («Kiss The Sky» de Marren Morris)

## Giras

### Conjuntas
- 2024: Operación Triunfo 2023 en concierto

### En solitario
- 2024-2025: La libreta rosa tour

## Filmografía

### Cine
| Año  | Título        | Rol | Notas        | Ref.   |
| ---- | ------------- | --- | ------------ | ------ |
| 2024 | Robot Salvaje | Voz | Banda sonora | [ 44 ] |

### Televisión

#### Como concursante
| Año       | Título                 | Canal       | Notas                                        | Ref.   |
| --------- | ---------------------- | ----------- | -------------------------------------------- | ------ |
| 2019      | Got Talent España      | Telecinco   | Concursante, Finalista                       | [ 45 ] |
| 2022      | La Voz                 | Antena 3    | Concursante, Eliminada en la fase de asaltos | [ 7 ]  |
| 2023-2024 | Operación Triunfo 2023 | Prime Video | Concursante, 8.ª expulsada                   | [ 46 ] |

#### Como invitada o entrevistada
| Año  | Título               | Canal          | Notas                            | Ref.   |
| ---- | -------------------- | -------------- | -------------------------------- | ------ |
| 2024 | OT al Día            | Prime Video    | Invitada (1 programa)            | [ 47 ] |
| 2024 | Premios Ídolo 2024   | Movistar Plus+ | Invitada, actuación              | [ 48 ] |
| 2024 | LOS40 Music Awards   | Movistar Plus+ | Invitada                         | [ 49 ] |
| 2024 | Masterchef Celebrity | La 1           | Invitada, actuación              | [ 50 ] |
| 2024 | Nochevieja contigo   | Telecinco      | Actuación                        | [ 51 ] |
| 2025 | Play Zeta            | Playz          | Invitada (1 programa)            | [ 52 ] |
| 2025 | Diario 24            | 24 Horas RTVE  | Invitada (1 programa)            | —      |
| 2025 | La selva             | TV3 (Cataluña) | Invitada, actuación (1 programa) | [ 53 ] |
| 2025 | La Voz Kids          | Antena 3       | Invitada, actuación              | [ 54 ] |

#### Documentales
| Año  | Título        | Canal       | Notas                 | Ref.   |
| ---- | ------------- | ----------- | --------------------- | ------ |
| 2024 | OT23: La gira | Prime Video | Documental y película | [ 55 ] |

### Vídeos musicales
| Año  | Canción                       | Lanzamiento             | Notas             |
| ---- | ----------------------------- | ----------------------- | ----------------- |
| 2021 | «Secrets uncovered»           | 31 de marzo de 2021     | Artista principal |
| 2024 | «Mala costumbre»              | 29 de febrero de 2024   | Artista principal |
| 2024 | «3 de febrero»                | 13 de junio de 2024     | Artista principal |
| 2024 | «La invitada»                 | 25 de junio de 2024     | Artista principal |
| 2024 | «El parque» (con VIOLETA)     | 9 de julio de 2024      | Colaboración      |
| 2024 | «Fa Dies» (con The Tyets)     | 5 de septiembre de 2024 | Colaboración      |
| 2024 | «Bucle»                       | 12 de diciembre de 2024 | Artista principal |
| 2025 | «Otro día»                    | 31 de enero de 2025     | Artista principal |
| 2025 | «Tulipanes» (con Pablo López) | 30 de mayo de 2025      | Colaboración      |

## Premios y nominaciones
| Año  | Premio                                | Categoría                         | Trabajo nominado                                  | Resultado | Ref.   |
| ---- | ------------------------------------- | --------------------------------- | ------------------------------------------------- | --------- | ------ |
| 2024 | Premio MADO                           | Diversidad LGTBI                  | Ella misma (con compañeros del colectivo de OT23) | Ganadora  | [ 56 ] |
| 2024 | Premios Enderrock de la Música Balear | Mejor disco en lengua no catalana | La libreta rosa                                   | Ganadora  | [ 57 ] |
| 2024 | Premios Enderrock de la Música Balear | Mejor canción                     | «Fa Dies» (con The Tyets)                         | Nominada  | [ 57 ] |
| 2024 | Premios Enderrock de la Música Balear | Mejor artista revelación          | Ella misma                                        | Ganadora  | [ 57 ] |
| 2024 | La Nit d’ELS40                        | La canción en bucle de 2024       | «Fa Dies» (con The Tyets)                         | Nominada  | [ 58 ] |
| 2024 | La Nit d’ELS40                        | La colaboración más top           | «Fa Dies» (con The Tyets)                         | Nominada  | [ 58 ] |
| 2025 | Premios Enderrock                     | Mejor disco en lengua no catalana | La libreta rosa                                   | Nominada  | [ 59 ] |
| 2025 | Premios Enderrock                     | Mejor canción                     | «Fa Dies» (con The Tyets)                         | Nominada  | [ 59 ] |
| 2025 | Premios Enderrock                     | Mejor videoclip                   | «Fa Dies» (con The Tyets)                         | Nominada  | [ 59 ] |
| 2025 | Premios RAC105                        | Mejor dúo o colaboración          | «Fa Dies» (con The Tyets)                         | Ganadora  | [ 60 ] |